# قومية الموارد
قومية الموارد هي نزعة الناس والحكومات لتأكيد السيطرة على الموارد الطبيعية الموجودة على أراضيهم. نتيجة لذلك، تتعارض تأميم الموارد مع مصالح الشركات متعددة الجنسيات.
أدى نهج ذروة النفط إلى قيام العديد من الحكومات بملكية أو السيطرة على مكامن الوقود الأحفوري لأسباب إستراتيجية واقتصادية، على الرغم من أن تأميم الموارد ينطبق على الموارد الأخرى، مثل المعادن، أو في الدول الأقل تقدمًا، استثمار التعدين.
يتم فرضها بشكل أساسي كسياسة اقتصادية (عادة في الحكومات الشعبوية) تعتمد على ملكية الدولة أو سيطرتها على الموارد الطبيعية الموجودة على أراضيها لتعزيز الأهداف السياسية أو الاجتماعية أو الصناعية. وهذا يؤكد أن الموارد تخص شعب البلد المعني أولاً وقبل كل شيء، وأن التوظيف الحكومي هو أفضل مدير للموارد ضد الخصخصة.
ظهر مد حديث من تأميم الموارد خلال فترة التحرير الاقتصادي في أمريكا اللاتينية في التسعينيات،  مع سعي السكان والحكومات إلى استقلال البلاد من حيث الصادرات والموارد. ومن الأمثلة على ذلك حرب مياه كوتشابامبا، وهي سلسلة من الاحتجاجات ضد خصخصة إمدادات المياه في المدينة التي حدثت في بوليفيا. نتيجة لذلك، بعد أقل من ستة أشهر، ألغت الحكومة العقد.
تشمل الحكومات التي تبنت عناصر تأميم الموارد بوليفيا تحت حكم إيفو موراليس، والأرجنتين تحت قيادة كريستينا فرنانديز دي كيرشنر، وفنزويلا تحت حكم هوغو شافيز.